# Bitwa pod Frohnhofen
Bitwa pod Frohnhofen (znana także jako bitwa pod Laufach) – starcie zbrojne, które miało miejsce 13 lipca 1866 r. podczas kampanii pruskiej nad Menem będącej ostatnim akordem wojny austriacko-pruskiej.

## Wprowadzenie
Po pierwszych walkach kampanii wojska pruskie bliskie były zwycięstwa na terenach niemieckich. Niemcy przeciwko Prusakom wystawili na początku kampanii zaledwie 3 dywizje oraz kontyngenty sprzymierzonych w liczbie 50 000 ludzi. Po zasileniu tych wojsk oddziałami z innych państw niemieckich, przeciwko Prusakom stanęło łącznie 120 000 żołnierzy. Faktycznie jednak w państwach tych nie brano pod uwagę poważniejszego uczestnictwa w walkach z Prusami, dlatego też mobilizacja oraz przygotowania szły bardzo opornie.
W tej sytuacji Prusacy zareagowali błyskawicznie, atakując poszczególne oddziały niemieckie, zanim jeszcze nastąpiło ich połączenie. Dnia 27 czerwca doszło pod Langensalza do starcia pomiędzy armią pruską a wojskami królestwa Hanoweru, zakończonego kapitulacją oddziałów hanowerskich. Kolejnym celem Prusaków była armia bawarska, zamierzająca połączyć się ze sprzymierzonymi siłami w okolicy Fuldy. Po bitwie pod Dermbach, Bawarczycy wycofali się, co przyczyniło się w pewnym stopniu do klęski Austriaków w równocześnie rozgrywanej bitwie pod Sadową. Kolejne starcia pod Hammelbergiem oraz Kissingen również zakończyły się porażką Bawarczyków i zajęciem przez Prusaków Frankfurtu nad Menem.

## Bitwa
Po otrzymaniu informacji o porażce Bawarczyków i marszu Prusaków w kierunku Aschaffenburga, stacjonujące na tym terenie oddziały niemieckie stanęły w gotowości bojowej. Na wschód od Aschaffenburga stanęły trzy hesko-darmstadzkie regimenty wojskowe. Około południa dnia 13 lipca wojska heskie natknęły się na pruską brygadę gen. Wrangla w okolicy Hain (5 km na wschód od Frohnhofen).
Po krótkie wymianie strzałów wojska heskie wycofały się w kierunku swojej bazy wyjściowej w Hofgut Weyberhoefe (2 km na zachód od Frohnhofen). Prusacy ścigali przeciwnika aż do Frohnhofen a następnie oszańcowali się w budynkach wioski, oczekując na atak Hesów. Mniejsze oddziały pruskie ustawiły się na flankach na okolicznych wzgórzach położonych na południe i północ od wioski. Około godź. 19 nastąpił atak wojsk heskich. Hesi przekonali byli, że jedynym ich przeciwnikiem jest straż przednia Prusaków, liczyli też na przewagę liczebną własnych wojsk. Żołnierze przekroczyli główną drogę prowadząca do wioski, zostali jednak odparci przez ukrytych w domach żołnierzy pruskich. W trakcie walk, żadna ze stron nie zastosowała do osłony własnych wojsk ostrzału artyleryjskiego. Krótko potem Hesi skierowali się przez zboża w kierunku drogi prowadzącej od północy do wioski. Na zachód od tego miejsca znajdowały się pruskie oddziały, które oddały salwy w kierunku nadchodzących Hesów. Prusacy schronieni za murami i drewnianymi płotami zadali nieosłoniętemu przeciwnikowi duże straty. Wojska pruskie posiadały też lepsze nowoczesne karabiny od Hesów uzbrojonych w przestarzałą broń. Pomimo przewagi liczebnej Hesom nie udało się sforsować obrony pruskiej. Doszło do kilku poważniejszych starć o kilka budynków, w których górą byli Prusacy. Hesi wycofali się. Ich straty liczyły 175 poległych i 394 rannych. Po stronie pruskiej zginęło 5 ludzi a 60 zostało rannych.

## Następstwa
Reszta wojsk heskich, wycofała się po bitwie do Aschaffenburga, gdzie w kolejnych dniach wspólnie z oddziałami austriackimi starały się daremnie przeszkodzić Prusakom w przekroczeniu Menu.
Dowódca Hesów generał von Stockhausen po nieudanej bitwie popełnił samobójstwo. Frohnhofen przez kolejne dni służyło jako lazaret dla żołnierzy obu stron. Niemożliwy okazał się transport poległych Hesów z uwagi na wysokie temperatury i proces rozkładu zwłok. Dlatego też poległych pochowano w masowym grobie w pobliżu gospody Kegelbahn. Po wojnie Hesi postawili tutaj pomnik ku czci poległych. Obecnie gospoda nosi miano Zum alten Brauhaus i przyozdobiona jest kolorowymi dekoracjami. Można zobaczyć wyeksponowane ślady po kuli oraz cięcia szablą.